# Big Woody Island
Big Woody Island är en ö i Australien. Den ligger i delstaten Queensland, omkring 240 kilometer norr om delstatshuvudstaden Brisbane. Arean är 7,4 kvadratkilometer. Den sträcker sig 7,3 kilometer i nord-sydlig riktning, och 5,4 kilometer i öst-västlig riktning.
Runt Big Woody Island är det ganska glesbefolkat, med 23 invånare per kvadratkilometer. Genomsnittlig årsnederbörd är 1 545 millimeter. Den regnigaste månaden är mars, med i genomsnitt 290 mm nederbörd, och den torraste är september, med 24 mm nederbörd.